# 2 semanas
2 Semanas es un programa de televisión realizado por el Programa de Formación Ciudadana del CEDURE, presentado por el músico Ronaldo Vaca-Pereyra y emitido por la Red PAT en Bolivia, desde junio de 2010. 

## Formato
El programa trata de la "intervención urbana" que busca incitar el ejercicio pleno de la ciudadanía a quienes están siendo negligentes o irresponsables en sus actividades de convivencia, afectando así al conjunto de la ciudadanía. Lo particular es que a través de las mismas leyes municipales y estrategias ciudadanas se logre encontrar soluciones, paso a paso, en dos semanas.

## Bloques
- Las causas ciudadanas
- ¡Me revienta!
- ¿Cómo se hace?
- Por qué no
- La Gran idea
- La preguntita
- El mundo es un pañuelo
- El Ranking ciudadano